# Fort VII der Festung Warschau

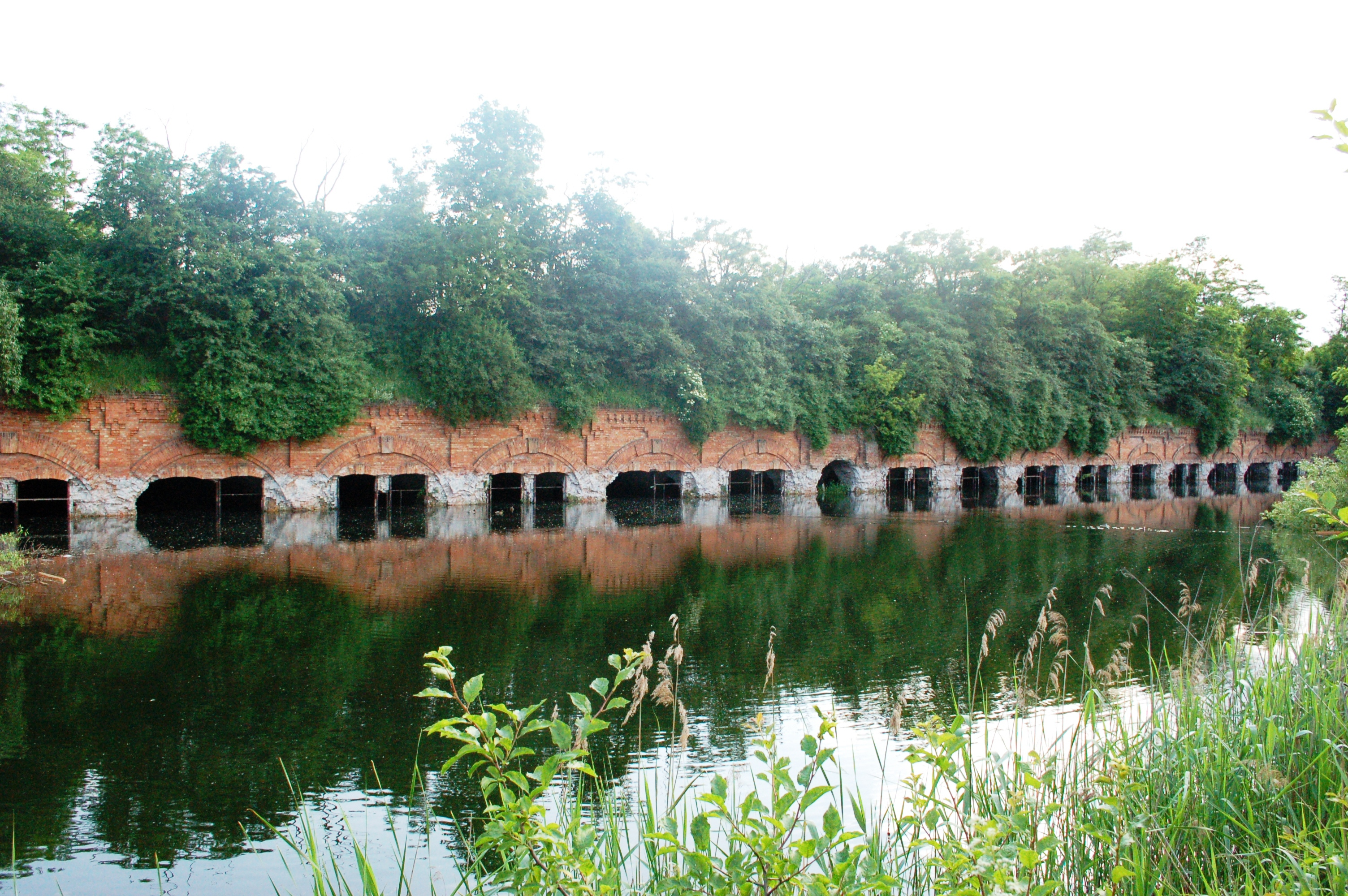
Blick auf die heute unter Wasser stehenden Kasematten im Innenhof

Die Ruine des Forts VII der Festung Warschau (auch Fort „Zbarż“ genannt) befindet sich im Warschauer Stadtteil Włochy und war Bestandteil des äußeren Verteidigungsringes der Festung Warschau. Das Fort wurde in den 1880er Jahren errichtet. Im Verteidigungsring lag es zwischen den Forts „Okęcie“ und „Służew“. Die Reste des Forts liegen heute – verdeckt durch einige Bürogebäude – in unmittelbarer Nähe des Abfertigungsgebäudes des Warschauer Frédéric-Chopin-Flughafens.
Das Artilleriefort wurde in der in Warschau üblichen Form des Fünfecks errichtet, allerdings nur mit einem anstatt der sonst üblichen zwei Wälle versehen. Das genaue Baudatum ist unbekannt. Im Rahmen der im Jahr 1909 beschlossenen Liquidation der Warschauer Festungsanlagen wurde das Fort teilweise abgerissen. Erhalten ist eine der wenigen nachgerüstesten (betongedeckten) Kasematten in Warschauer Forts. Das Fort, von dem nur noch Ruinen existieren, befindet sich im Besitz der polnischen Agentur für militärische Liegenschaften (Agencja Mienia Wojskowego). Teile der Außenflächen (Esplanade und im Kehlbereich) wurden zur Anlage von Schrebergartensiedlungen genutzt. Der vollgelaufene, ehemals vermutlich trockene Verteidigungsgraben, der heute im rückwärtigen Bereich auch den Zugang zu den Kasematten unter Wasser setzt, ist wegen seines Fischreichtums ein beliebter Angelplatz.

## Ansichten im Jahr 2010

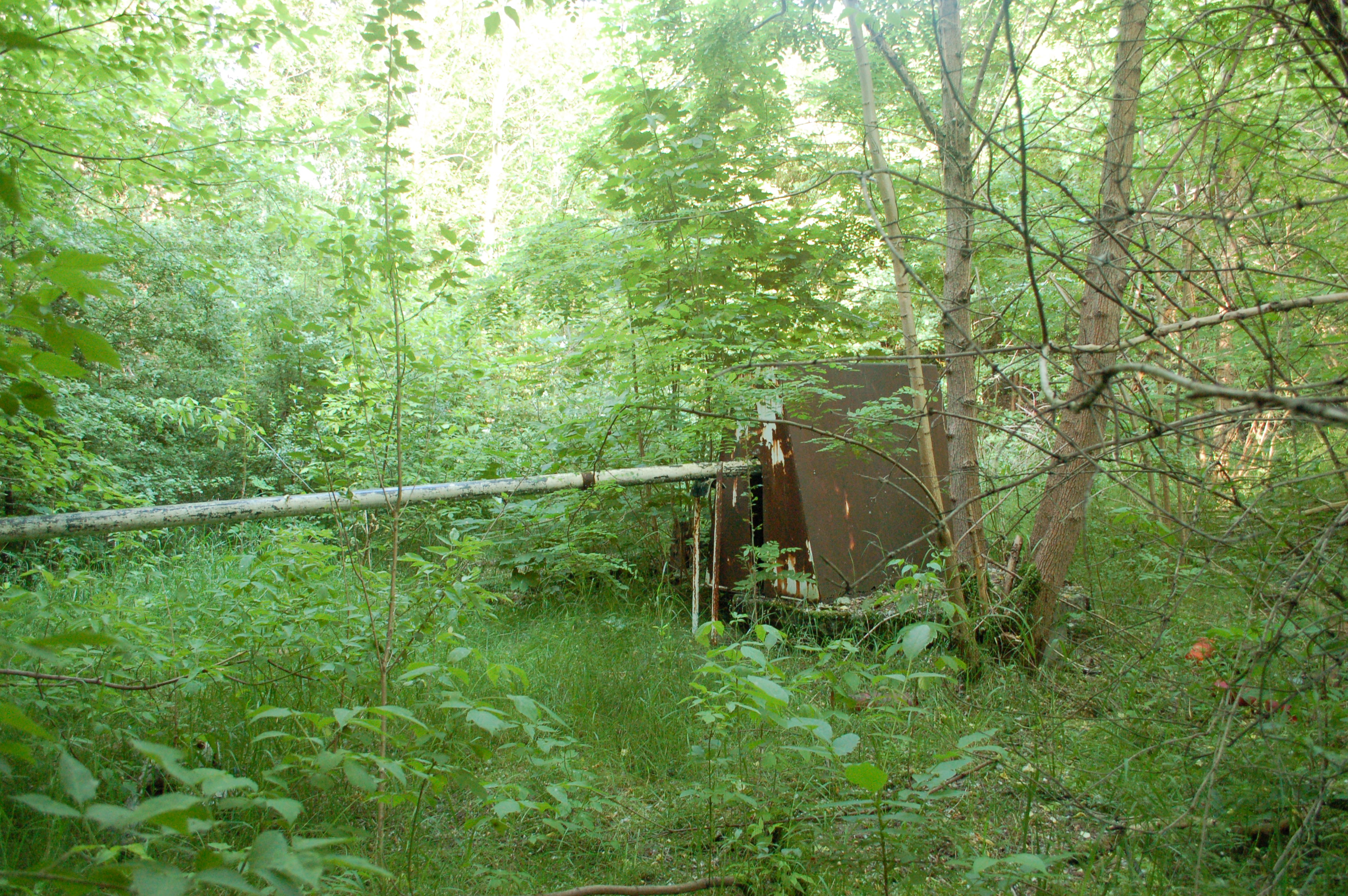
Nachkriegsnutzung im Innenbereich des jetzt bewaldeten Forts
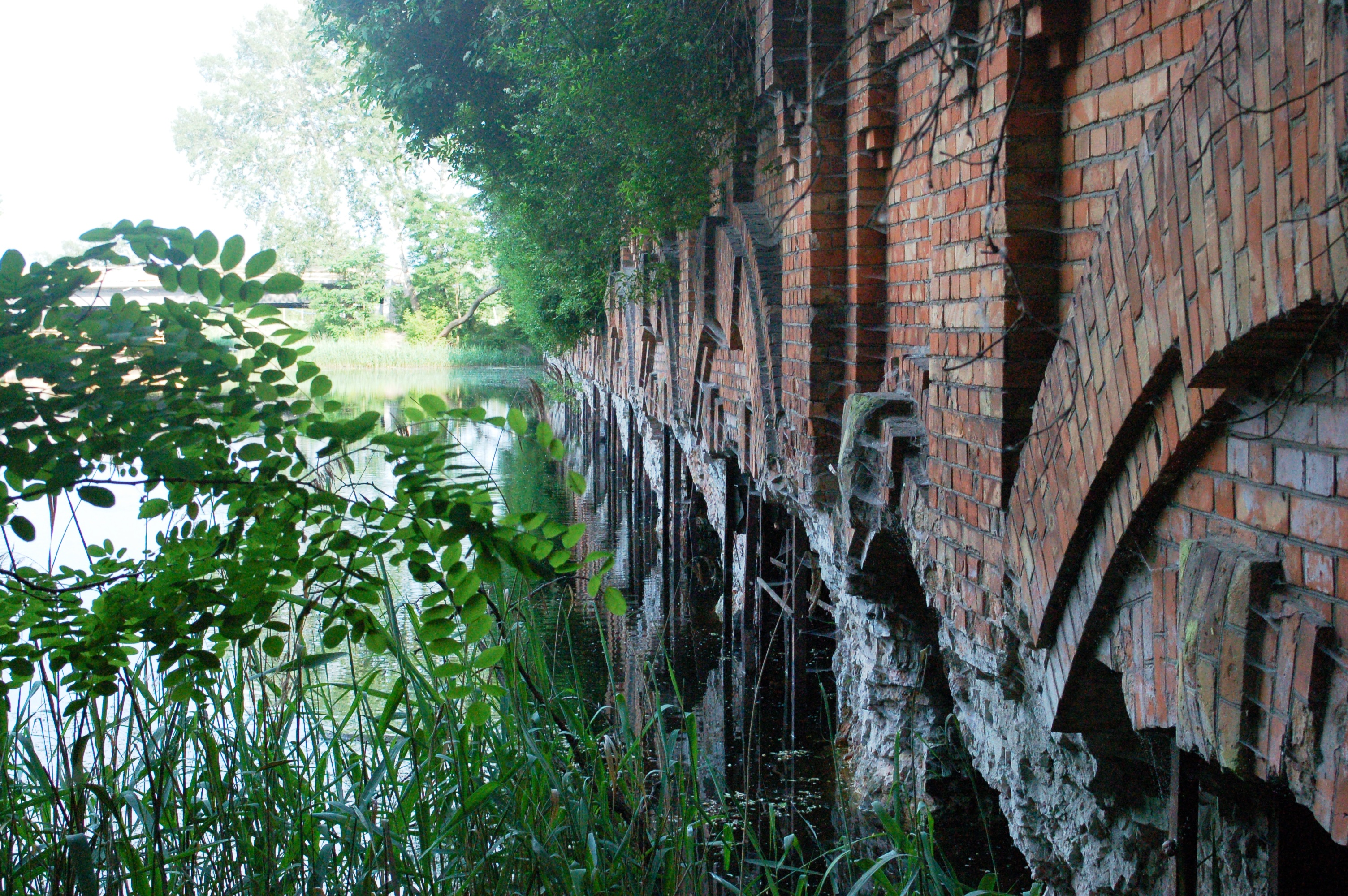
Erosion an den im Wasser stehenden Widerlagern der Innenhof-Kasematten
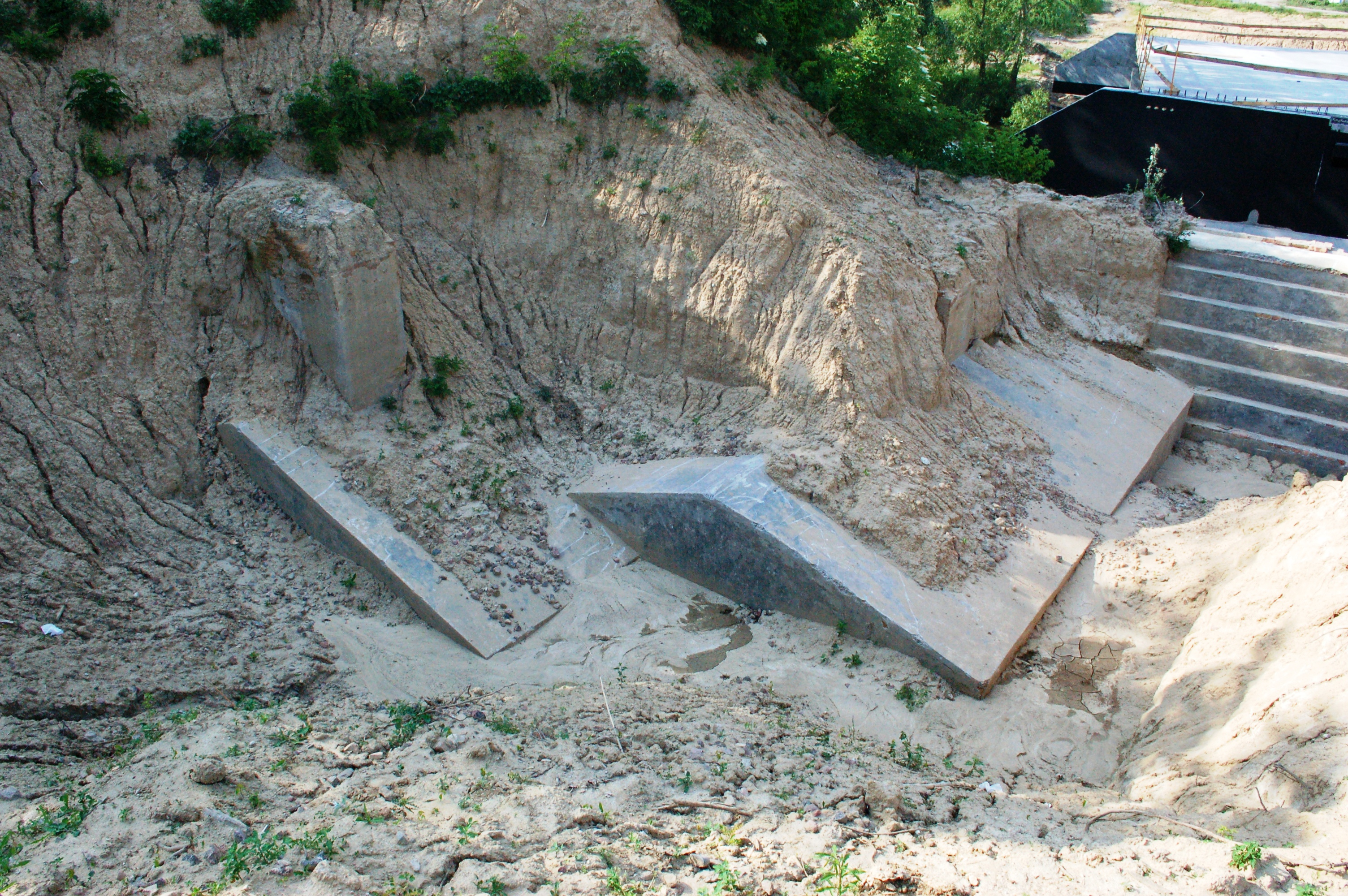
Anlässlich des Baues einer neuen Warschauer Stadtautobahn im Jahr 2010 freigelegte Befestigungsstrukturen
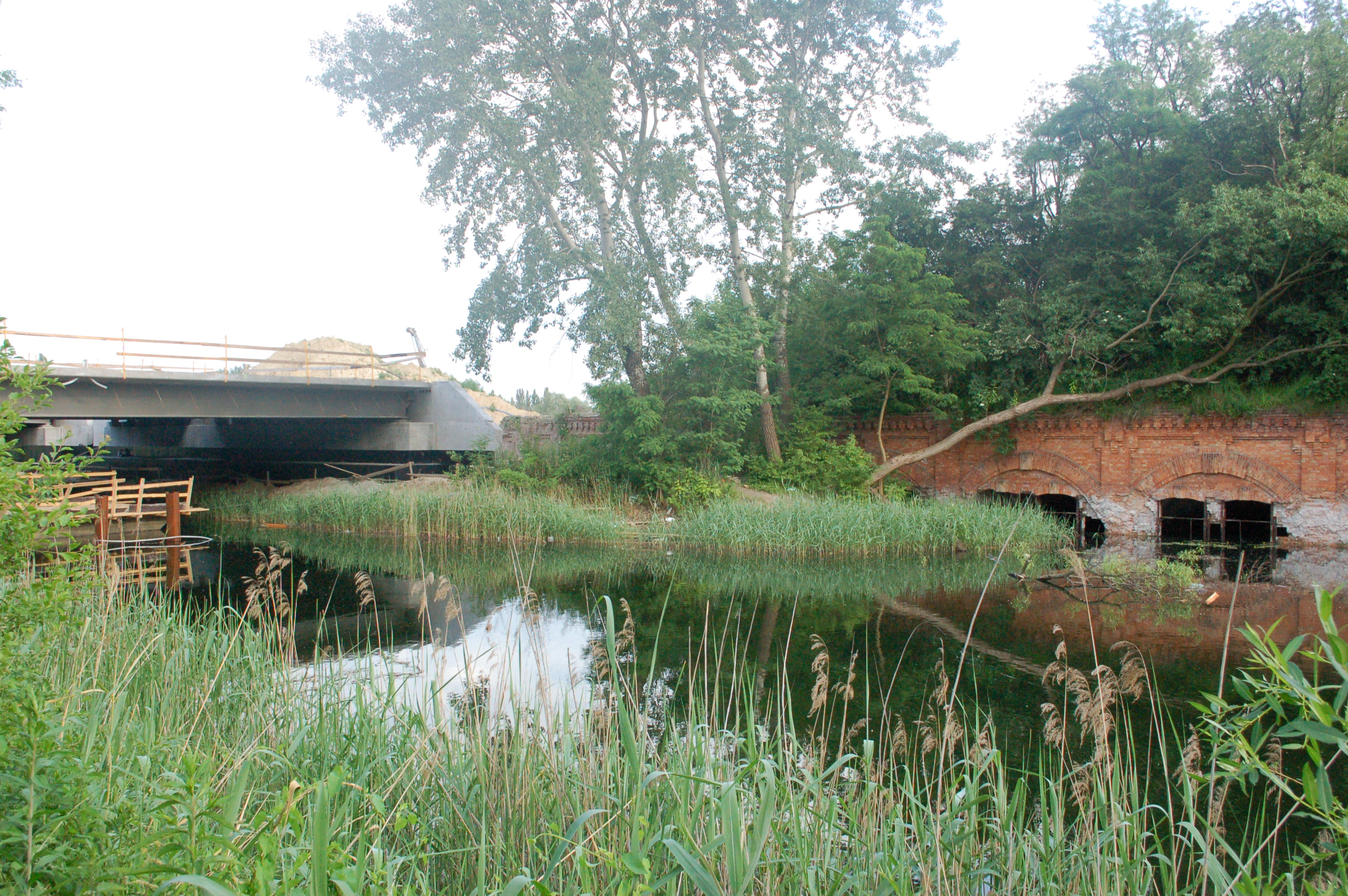
Überbrückung des vollgelaufenen hinteren Fortbereichs im Rahmen der neuen Straßenführung